# Microtechnites bractatus
Microtechnites bractatus, syn. Halticus bractatus, ist eine Wanzenart aus der Unterfamilie Orthotylinae innerhalb der Familie der Weichwanzen (Miridae). Im Englischen trägt die Art die Bezeichnung Garden Fleahopper („Garten-Flohhüpfer“).

## Merkmale
Die männlichen Imagines sind immer makropter (mit voll entwickelten Flügeln), während die Weibchen meist brachypter (mit zurückgebildeten Flügeln) sind. Die schlanken Männchen erreichen eine Körperlänge von 1,9–2,1 mm, während die rundlichen weiblichen Wanzen eine Länge von 2,2 mm bzw. 1,6 mm aufweisen, abhängig ob ihre Flügel vollentwickelt sind. Die adulten Wanzen besitzen eine schwarze Grundfärbung. Das Corium der Vorderflügel ist mit Flecken silberfarbener Härchen übersät. Die ansonsten schwarzen Femora besitzen eine hellbraune apikale Spitze. Die hinteren Femora sind verdickt. Die vorderen und mittleren Tibiae sind hellbraun, während die hinteren Tibiae überwiegend schwarz gefärbt sind. Die Tarsen sind hellbraun gefärbt. Die überwiegend hellbraun gefärbten Fühler, deren Länge die Körperlänge der Wanzen übertrifft, sind an der Basis schwarz. Die frühen Nymphen sind blassgrün gefärbt. Im letzten Stadium sind die Nymphen dann hellgrün.

## Ähnliche Arten
Die weiblichen adulten Wanzen ähneln denen von Halticus intermedius, sind jedoch kleiner und haben im Gegensatz zu diesen keinen Clavus ausgebildet.

## Vorkommen und Lebensraum
Das Verbreitungsgebiet der Art erstreckt sich über den östlichen Teil von Nordamerika. Dort ist die Art heimisch. Das Vorkommen reicht im Norden bis nach New Brunswick und Ontario in Kanada. Im Süden reicht es über die Karibik und Mittelamerika bis nach Brasilien. Auf Hawaii ist die Art ebenfalls vertreten.

## Lebensweise
Die Weibchen legen ihre Eier gewöhnlich auf den Blättern von Luzerne (Medicago sativa) und Klee ab. Die Art überwintert als Ei. Im April schlüpfen die Larven. Die Nymphen durchlaufen fünf Stadien. Es werden bis zu fünf Generationen pro Jahr gebildet. Die Wanzen saugen an den Blättern zahlreicher Gemüsearten wie Bohnen, Kohl, Tomaten, Sellerie und Kartoffeln. Die Wanzenart gilt insbesondere in Florida als Schädling von Gartenpflanzen, in geringerem Maße als Schädling wirtschaftlich bedeutender Feldfrüchte.

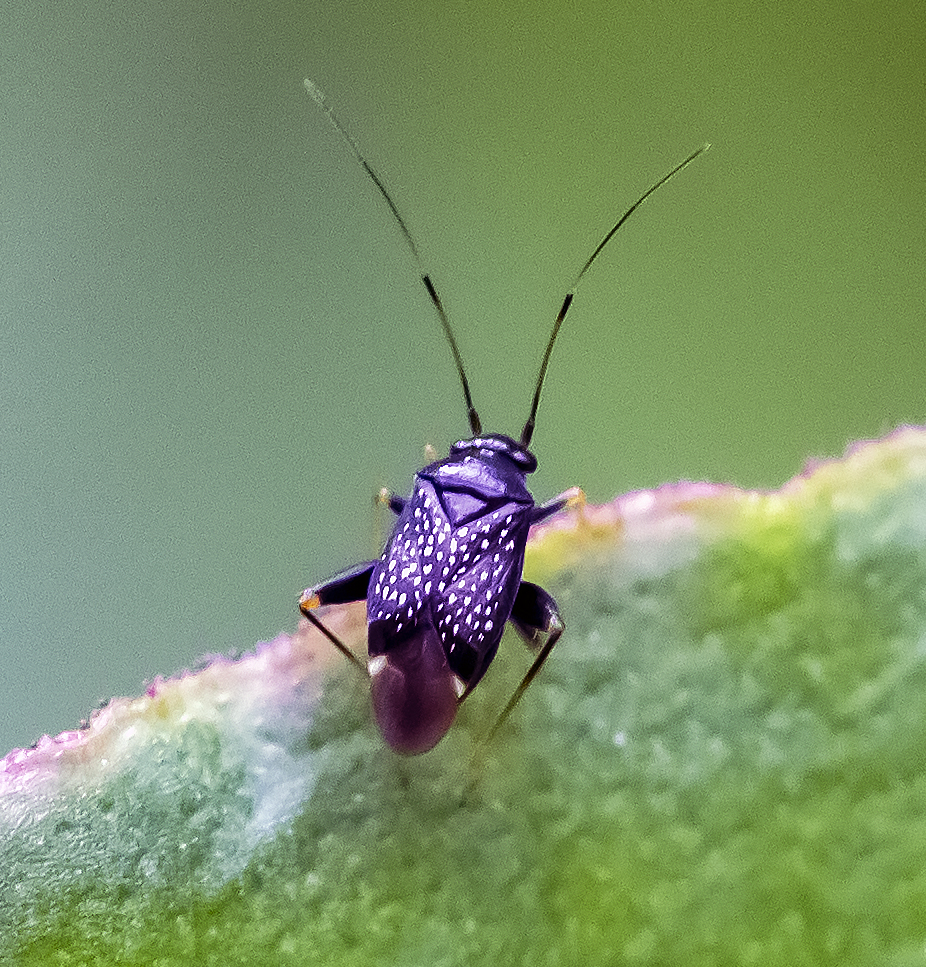
Microtechnites bractatus